# 90528 Raywhite
90528 Raywhite este un asteroid din centura principală de asteroizi.

## Descriere
90528 Raywhite este un asteroid din centura principală de asteroizi. A fost descoperit pe 16 martie 2004 în cadrul proiectului CSS. Asteroidul prezintă o orbită caracterizată de o semiaxă mare de 2,56 ua, o excentricitate de 0,12 și o înclinație de 4,8° în raport cu ecliptica.